# Белянка (приток Лены)
Белянка — река в Якутии, правый приток Лены.
Длина реки — 114 км. Площадь водосборного бассейна — 4560 км².
По данным государственного водного реестра России входит в Ленский бассейновый округ.
Код водного объекта 18030700112117400000406.